# 韋爾梅什鄉
韋爾梅什鄉（羅馬尼亞語：Comuna Vermeș, Caraș-Severin），是羅馬尼亞的鄉份，位於該國西南部，由卡拉什-塞維林縣負責管轄，面積116平方公里，海拔高度143米，2007年人口1,728，人口密度每平方公里15人。